# Steppenwolf
Steppenwolf a fost o formație muzicală canadiană înființată în Toronto în 1967, cunoscută mai ales pentru cântecul Born to Be Wild, lansat în 1968.